# Richard Temple, I Vizconde Cobham
Richard Temple (24 de octubre de 1675 - Stowe, 14 de septiembre de 1749)  fue un soldado y político británico.

## Biografía
Temple nació en una familia aristocrática de tradición Whig en Stowe, Buckinghamshire. Después de graduarse en el Eton College y en la Universidad de Cambridge, Temple se alistó en el ejército. A los 21 años heredó el título de baronet de su padre. A los 26 años se convirtió en coronel y a los 34 en general.
Se distinguió en las campañas del duque de Marlborough; especialmente durante el Sitio de Lille.
Temple se casó con la rica heredera Anne Halsey, con cuyo dinero renovó Stowe. El nuevo gobernante, Jorge I de Hannover, lo nombró primer barón Cobham en 1714 y en 1718 vizconde Cobham.
En octubre de 1719 durante la Guerra de la Cuádruple Alianza, dirigió una fuerza de 4.000 hombres en una incursión a lo largo de la costa española, capturando Vigo y Pontevedra y ocupándolas y saqueándolas durante diez días antes de retirarse.
Muchos arquitectos destacados como James Gibbs y John Vanbrugh trabajaron en la ampliación y renovación de Stowe. Temple se convirtió en Lord Teniente de Buckinghamshire durante este período. Comenzó a tener grandes diferencias con el nuevo primer ministro, Robert Walpole, y hacia 1734 se unió a la oposición. Votó en contra del proyecto de ley de impuestos especiales impulsado por Walpole.
En 1739 Cobham participó en la construcción del famoso Hospital de Expósitos. El 28 de marzo de 1742 se convirtió en mariscal de campo.